# محمد المؤيدي
محمد المؤيدي سياسي يمني هو وزير الشباب والرياضة في حكومة الإنقاذ الوطني برئاسة عبد العزيز بن حبتور التابعة للمجلس السياسي الأعلى في سلطة صنعاء منذ 10 نوفمبر 2018.